# 水楊醯胺
水楊醯胺与乙酰水杨酸类似，是止痛藥及退燒藥。然而，水楊醯胺與亞士匹靈一樣，均可令兒童患上雷爾氏綜合症，因此不適合兒童服用。
水楊醯胺有一種衍生物叫冬青油（wintergreen 學名：水楊酸甲酯），普遍存在於可紓緩普通感冒鼻塞的藥膏或藥油。

## 外部連結
- Safety MSDS data （页面存档备份，存于）